# Burnout (série de jeux vidéo)
Pour les articles homonymes, voir Burnout.
Burnout est une série de jeux vidéo développée par Criterion Games qui propose au joueur de conduire des bolides surpuissants au sein de villes à fort trafic. Burnout n'est pas une simulation automobile comme Gran Turismo, mais privilégie la conduite arcade, ce qui signifie que les commandes sont simples et accessibles à un public plus large. Le troisième épisode de la série intitulé « Takedown » innove par ses multiples modes et la possibilité de gagner des points après avoir provoqué le crash d'un adversaire. Burnout Revenge allait améliorer le concept du jeu sans réellement innover et en s'éloignant finalement du jeu de course pour proposer un jeu de destruction routière.

## Liste des jeux
Les dates indiquent la première sortie des jeux.
- 2001 : Burnout sur PlayStation 2, Xbox et GameCube
- 2002 : Burnout 2: Point of Impact sur PlayStation 2, Xbox et GameCube
- 2004 : Burnout 3: Takedown sur PlayStation 2 et Xbox
- 2005 : Burnout Revenge sur PlayStation 2, Xbox et Xbox 360
- 2005 : Burnout Legends sur PlayStation Portable et Nintendo DS
- 2007 : Burnout Dominator sur PlayStation 2 et PlayStation Portable
- 2008 : Burnout Paradise sur PlayStation 3 et Xbox 360
- 2009 : Burnout Paradise: The Ultimate Box sur PlayStation 3, Xbox 360 et PC (réédition)
- 2011 : Burnout Crash! sur Xbox Live Arcade, PlayStation Store et iOS
- 2018 : Burnout Paradise Remastered sur PlayStation 4, Xbox One et PC
- 2020 : Burnout Paradise Remastered sur Nintendo Switch